# 下長山町
下長山町（しもながやまちょう）は、愛知県豊川市の地名。

## 地理

### 河川・池沼
- 豊川放水路

### 字一覧
- 岩下（いわした）
- 上アライ（かみあらい）
- 北側（きたがわ）
- 西道貝津（さいどうかいづ）
- 堺（さかい）
- 下アワラ（しもあわら）
- 神田（じんでん）
- 高畑（たかばた）
- 天王下（てんのうした）
- ドンボウ（どんぼう）
- 中屋敷（なかやしき）
- 宮下（みやした）

### 交通
- 国道151号
- 愛知県道495号宿谷川線
- 飯田線

### 施設
- 光明寺
- 素盞鳴神社
- 下長山地区市民館
- 熊野神社
- 下長山公園
- 牛久保のナギ（国の天然記念物）
- 豊川コロナワールド

## 歴史

### 人口の変遷
国勢調査による人口および世帯数の推移。
| 1995年（平成7年）  | 704世帯 2205人 |  |
| 2000年（平成12年） | 682世帯 2121人 |  |
| 2005年（平成17年） | 728世帯 2097人 |  |
| 2010年（平成22年） | 716世帯 1967人 |  |
| 2015年（平成27年） | 806世帯 2109人 |  |
| 2020年（令和2年）  | 877世帯 2115人 |  |

### WEB
1. ↑  “愛知県豊川市の町丁・字一覧”.   人口統計ラボ. 2024年5月1日閲覧。
2. 1 2  総務省統計局 (2022年2月10日). “令和2年国勢調査の調査結果(e-Stat) - 男女別人口，外国人人口及び世帯数－町丁・字等” (CSV). 2023年8月2日閲覧。
3. ↑  “読み仮名データの促音・拗音を小書きで表記するもの(zip形式) 愛知県” (zip).   日本郵便 (2024年2月29日). 2024年3月26日閲覧。
4. ↑  “市外局番の一覧” (PDF).   総務省 (2022年3月1日). 2022年3月22日閲覧。
5. ↑  “ナンバープレートについて”.   一般社団法人愛知県自動車会議所. 2024年1月21日閲覧。
6. ↑  総務省統計局 (2014年3月28日). “平成7年国勢調査の調査結果(e-Stat) - 男女別人口及び世帯数 －町丁・字等” (CSV). 2021年7月20日閲覧。
7. ↑  総務省統計局 (2014年5月30日). “平成12年国勢調査の調査結果(e-Stat) - 男女別人口及び世帯数 －町丁・字等” (CSV). 2021年7月20日閲覧。
8. ↑  総務省統計局 (2014年6月27日). “平成17年国勢調査の調査結果(e-Stat) - 男女別人口及び世帯数 －町丁・字等” (CSV). 2021年7月21日閲覧。
9. ↑  総務省統計局 (2012年1月20日). “平成22年国勢調査の調査結果(e-Stat) - 男女別人口及び世帯数 －町丁・字等” (CSV). 2021年7月21日閲覧。
10. ↑  総務省統計局 (2017年1月27日). “平成27年国勢調査の調査結果(e-Stat) - 男女別人口及び世帯数 －町丁・字等” (CSV). 2021年7月21日閲覧。